# Rhigedanus fomibunda
Rhigedanus fomibunda är en insektsart som beskrevs av Alexander Fyodorovich Emeljanov 2000. Rhigedanus fomibunda ingår i släktet Rhigedanus och familjen kilstritar. Inga underarter finns listade i Catalogue of Life.